# OR52A1
OR52A1 (англ. Olfactory receptor family 52 subfamily A member 1) – білок, який кодується однойменним геном, розташованим у людей на короткому плечі 11-ї хромосоми. Довжина поліпептидного ланцюга білка становить 312 амінокислот, а молекулярна маса — 35 322.
| 10         |  | 20         |  | 30         |  | 40         |  | 50         |
| ---------- |  | ---------- |  | ---------- |  | ---------- |  | ---------- |
| MSISNITVYM |  | PSVLTLVGIP |  | GLESVQCWIG |  | IPFCAIYLIA |  | MIGNSLLLSI |
| IKSERSLHEP |  | LYIFLGMLGA |  | TDIALASSIM |  | PKMLGIFWFN |  | VPEIYFDSCL |
| LQMWFIHTLQ |  | GIESGILVAM |  | ALDRYVAICY |  | PLRHANIFTH |  | QLVIQIGTMV |
| VLRAAILVAP |  | CLVLIKCRFQ |  | FYHTTVISHS |  | YCEHMAIVKL |  | AAANVQVNKI |
| YGLFVAFTVA |  | GFDLTFITLS |  | YIQIFITVFR |  | LPQKEARFKA |  | FNTCIAHICV |
| FLQFYLLAFF |  | SFFTHRFGSH |  | ISPYIHILFS |  | SIYLLVPPFL |  | NPLVYGAKTT |
| QIRIHVVKMF |  | CS         |  |            |  |            |  |            |

A: Аланін

C: Цистеїн

D: Аспарагінова кислота

E: Глутамінова кислота

F: Фенілаланін

G: Гліцин

H: Гістидин

I: Ізолейцин

K: Лізин

L: Лейцин

M: Метіонін

N: Аспарагін

P: Пролін

Q: Глутамін

R: Аргінін

S: Серин

T: Треонін

V: Валін

W: Триптофан

Кодований геном білок за функціями належить до рецепторів, g-білокспряжених рецепторів, білків внутрішньоклітинного сигналінгу. 
Локалізований у клітинній мембрані.